# 海女 (妖怪)
海女（うみおんな）は、福岡県遠賀郡芦屋町や大島町、及び山口県萩市の相島に伝わる妖怪。その名の通り海に現れる女性の妖怪である。福岡と山口では伝承が異なる。

## 概要
福岡の海女
東北部の海面を歩く女性の妖怪。東北部の漁師たちによって目撃されている。
山口の海女
さげ髪の真っ白な女性の妖怪。『旅と伝説』通巻130号（1938年刊行）に、60年前頃に現れたものとして記述されている。
ある男が小屋に寝泊りしていたところ、毎晩のように飲み水がなくなった。付近に海女が現れるという噂を耳にしていた男は、ある晩に注意を払っていたところ、小屋に海女が現れた。すかさず舵で竹を打ちつけたところ、海女は逃げて行った。しかし男は海女を脅かしたために病気になってしまい、治す手立てもないまま死んでいったという。